# Elezioni legislative in Francia del 1958

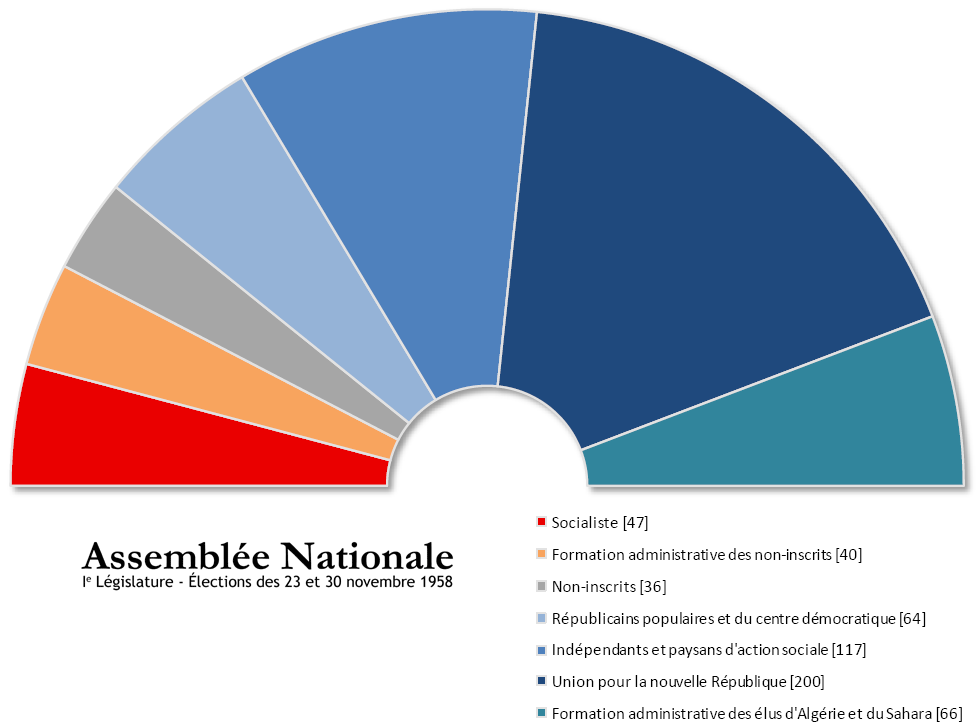
Composizione dell'Assemblea Nazionale in seguito alle elezioni

Le elezioni legislative in Francia del 1958 si svolsero il 23 novembre (primo turno) e il 30 novembre (secondo turno).
Furono le prime elezioni legislative nella Francia della Quinta Repubblica: in tale occasione tutte le forze politiche (ad eccezione del Partito Comunista) si coalizzarono tra loro (Per la Maggioranza della Quinta Repubblica), appoggiando poi governi di unità nazionale.

## Risultati
| Liste  | Liste                                               | I turno    | I turno | II turno   | II turno | Seggi |
| Liste  | Liste                                               | Voti       | %       | Voti       | %        | Seggi |
| ------ | --------------------------------------------------- | ---------- | ------- | ---------- | -------- | ----- |
|        | Partito Comunista Francese                          | 3.882.204  | 18,90   | 3.833.418  | 20,60    | 10    |
|        | Unione per la Nuova Repubblica                      | 3.603.958  | 17,60   | 5.249.746  | 28,20    | 189   |
|        | Sezione Francese dell'Internazionale Operaia        | 3.167.354  | 15,50   | 2.574.606  | 13,80    | 40    |
|        | Centro Nazionale degli Indipendenti e dei Contadini | 2.815.176  | 13,70   | 2.869.173  | 15,40    | 132   |
|        | Divers droite                                       | 2.395.751  | 11,90   | 1.365.877  | 7,30     | 81    |
|        | Movimento Repubblicano Popolare                     | 1.858.380  | 9,10    | 1.370.246  | 7,40     | 57    |
|        | Partito Radicale                                    | 1.669.890  | 8,30    | 1.059.301  | 5,60     | 35    |
|        | Estrema destra                                      | 669.518    | 3,28    | -          | 0,00     | -     |
|        | Unione delle Forze Democratiche                     | 347.298    | 1,70    | 146.016    | 0,70     | 2     |
| Totale | Totale                                              | 20.341.908 |         | 18.640.774 |          | 546   |